# Park Se-young (cầu thủ bóng đá)
Đây là một tên người Triều Tiên, họ là Park.
Park Se-Young (tiếng Hàn: 박세영; sinh ngày 3 tháng 10 năm 1989) là một cầu thủ bóng đá Hàn Quốc thi đấu ở vị trí tiền đạo cho Gimhae FC ở Giải Quốc gia Hàn Quốc.